# Johan Huges
Johan „Jan“ Huges (* 30. August 1904 in Amsterdam; † 4. Januar 1986 in Utrecht) war ein niederländischer Ruderer.

## Karriere
Johan Huges gewann mit dem niederländischen Achter bei den Europameisterschaften 1925 die Silbermedaille. Zudem gehörte er bei den Olympischen Sommerspielen 1928 zur niederländischen Besatzung, die in der Achter-Regatta antrat. Der niederländische Achter schied jedoch in der zweiten Runde aus.